# Ninhursag

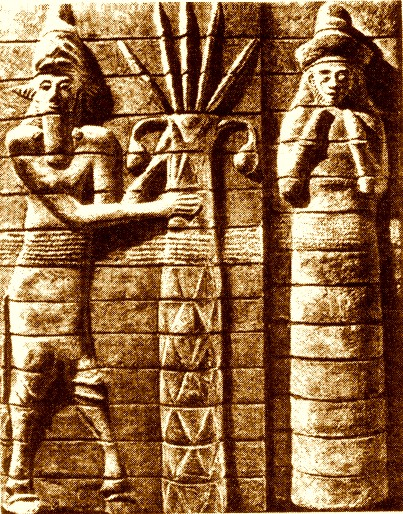
Ninhursag con el espíritu de los bosques junto al árbol cósmico de la vida de siete puntas. Relieve de Susa.

Según la mitología sumeria, Ninhursag es el nombre más conocido de Ki, y era la personificación femenina primordial de la tierra y la diosa madre, generalmente aparecía como la hermana de Enlil, pero en algunas tradiciones ella era su consorte. Probablemente nació de la unión de An y de Nammu, o también a veces figura como hija de Kishar. En los primeros días ella fue separada del cielo (Anu), y sacada fuera por Enlil. Con el nombre de Antu, aparece como progenitora de la mayoría de los dioses, de los Anunaki, los Igigi y los Utukku con la asistencia de Enki produce la vida animal y vegetal. 
Ninhursag significa 'señora de las colinas sagradas'. Ella tiene muchos otros nombres, Ki = «tierra», Nintu = «señora de los nacimientos», Ninmah = «señora de agosto», Dingirmah, Aruru, Uriash, Belit-ili, y como la esposa de Enki era generalmente llamada Damgalnuna o Damkina . Fue principalmente una diosa de la fertilidad, en algunos himnos se la identifica como «verdadera y gran señora de los cielos» y que los reyes de Sumer «fueron nutridos por la leche de Ninhursag». La leyenda cuenta que ella creó las colinas y las montañas, y que su nombre lo cambió su hijo Ninurta, de Ninmah a Ninursag para conmemorar ese hecho.
Como Nintu es sentada, por Enki, en el sector importante de la mesa el día del banquete por la celebración de su nueva morada. 
Como Ninmah, asistió a Enki en la creación de la raza humana. Ella junto a Nammu, modelaron al hombre con arcilla.
Como Belit-ili, aparece con un rol de importancia en el Atrahasis, poema épico de la creación y el diluvio universal.
En la cultura acadia ella fue Belit-ili = ‘señora de los dioses’ y Mama y como esposa de Ea, para los acadios contemporáneos de Enki, se la conocía como Damkina. Su prestigio disminuyó en la medida que aumentó el de Ishtar, pero su aspecto como Damkina madre de Marduk, el dios supremo de Babilonia, le brindó un lugar seguro en el panteón.

## Mito de Enki y Ninhursag
El mito de Enki y Ninhursag se relata en las tablillas que datan de la época de Ur lll y paleo-babilonia, de la antigua Mesopotamia. La historia narra como Enki bendijo la paradisíaca tierra de Dilmun. A petición de Ninsikil, Enki hizo que brotara el agua subterránea, y que navíos de Tukric y otros lugares llevaran oro y piedras preciosas a la mítica ciudad de Dilmun. Luego, el texto sigue narrando la incestuosa historia de Enki, Ninhursag y sus hijas, Ninsar, Ninkurra y Uttu. En ella, Enki tiene relaciones con sus hijas y Ninhursag se venga causándole ocho enfermedades. Más tarde, Enlil, con ayuda de un zorro, trae a Ninhursag, que había perjurado no verle jamás con buenos ojos, hasta el día de la muerte de Enki. Pero finalmente accede a deshacer su conjuro y crea ocho deidades para sanar cada una de sus enfermedades.

## Nombres
Ninhursag significa «señora de la montaña» (del sumerio NIN = ‘señora’, y ḪURSAG o ḪUR.SAG = ‘montaña sagrada’). Tuvo muchos nombres aparte de los ya mencionados Ninmah (‘gran reina’); Nintu (‘señora del nacimiento’); Mama o Mami (‘madre’); Aruru (hermana de Enlil); Belet-Ili (‘señora de los dioses’, en acadio). Otros nombres menores fueron Ninzinak (‘señora del embrión’); Nindim (‘señora modeladora’); Nagarsagak (‘carpintera de interiores’); Ninbahar; Ninmag (‘señora de la vulva’); Ninsigsig (‘señora del silencio’); Mudkesda; Amadugbad (‘Madre que estira las rodillas’); Amaududa (‘madre que dio nacimiento’); Sagzudingirenako (‘medio esposa de los dioses’); Ninmenna (‘señora de la diadema’).